# Боевой орден «За заслуги перед народом и Отечеством»
Боевой орден «За заслуги перед народом и Отечеством» (нем. Kampforden "Für Verdienste um Volk und Vaterland") — государственная награда Германской Демократической Республики.

## История
Учреждён 17 февраля 1966 года. Имел три степени: в бронзе, серебре и золоте.
Награждение производилось за военные заслуги, заслуги в воспитании молодёжи и укреплении братства по оружию с армиями социалистических стран.

## Описание
Орден изготовлялся из металла — бронзы (низшая степень), серебра или серебра с позолотой (высшая степень). С 1973 года знаки всех степеней изготовлялись из бронзы, с серебрением или позолотой для высших степеней.

Знак имеет форму правильного пятиугольника максимальной шириной 40 мм.

На аверсе в пятиугольник вписана рельефная пятиконечная звезда, в центре которой — круглый медальон с государственным гербом ГДР, окружающей его рельефной надписью нем. Für den Schutz der Arbeiter-und-Bauern-Macht  («За защиту рабоче-крестьянской власти») и обрамляющими их слева и справа изогнутыми колосьями на фоне красной эмали. Вокруг медальона — узкое кольцо диаметром 22 мм, покрытое белой эмалью.

Реверс знака без изображений и надписей (гладкий, с 1973 года — с рифлением).

При помощи ушка, расположенного в верхней части, и кольца знак ордена прикреплён к пятиугольной металлической колодке, обтянутой с обеих сторон лентой шириной 24,5 мм с семью чередующимися полосами (четырьмя золотыми и тремя бордовыми) шириной по 3,5 мм. На обратной стороне колодки имеется застёжка для крепления ордена к одежде.
Орден носится на левой стороне груди. Вместо ордена допускается ношение награждённым прямоугольной орденской планки, обтянутых той же лентой, с обозначением степени награды наложенным на ленту металлическим значком размером 22 мм в виде обращённых остриями вверх перекрещенных мечей (бронзовых, посеребрённых или позолоченных).
- — в золоте (высшая степень)
- — в серебре
- — в бронзе (низшая степень)

## Награждённые организации
- Военно-медицинская ордена Ленина Краснознамённая академия им. С. М. Кирова 1974
- Военная академия радиационной, химической и биологической защиты имени  Маршала Советского Союза С. К. Тимошенко  1974
- Военная краснознамённая командная академия противовоздушной обороны имени Маршала Советского Союза Г. К. Жукова 1975
- Военно-морская академия имени имени Н. Г. Кузнецова
- Военная академия противовоздушной обороны Сухопутных войск имени Маршала Советского Союза Василевского А.М. 1980
- Центральные офицерские курсы радиотехнических войск и войск связи 1980
- Военно-топографическое училище имени А. И. Антонова
- Ленинградское высшее ордена Ленина Краснознамённое командное училище Железнодорожных войск и военных сообщений им. М.В. Фрунзе
- Киевское высшее инженерное радиотехническое училище противовоздушной обороны имени маршала авиации Покрышкина А.И.
- "Ленинградское высшее военное инженерное строительное Краснознаменное училище имени генерала Армии Комаровского А.Н." 1 марта 1986г. "орден ГДР за заслуги перед народом и отечеством в золоте"